# Мазар, Амихай
Амихай Мазар (ивр. עמיחי מזר‎, род. 19 ноября 1942 в Хайфе, Британский мандат в Палестине) — израильский археолог, специалист в области археологии Израиля и библейской археологии.
В 2009 году Мазар стал лауреатом Государственной премии Израиля в области археологии за исследования культур древних израильтян, ханаанцев и филистимлян.

## Научная деятельность
Защитил докторскую диссертацию по библейской археологии в Еврейском университете в Иерусалиме в 1976 году. Проходил постдокторантуру в Лондонском университете. С 1977 года — сотрудник Института археологии Иерусалимского университета. С 1994 года Мазар является профессором Института археологии, и занимает кафедру археологии Израиля имени Элеазера Сукеника. С 2010 года — профессор-эмерит..
Его книга «Археология библейской земли» является широко используемым учебником по израильской археологии в университетах и охватывает время от эпохи неолита до разрушения первого храма (VI век до н. э).
Работа Мазара привела к тому, что подход, известный как «модифицированная конвенциональная хронология» (Modified Conventional Chronology) на основе нормализации радиоуглеродного датирования стал широко признанной основой для хронологии Израиля в период железного века.
Амихай Мазар руководил археологическими раскопками на ряде объектов в Израиле и на палестинских территориях, в том числе:
- Тель-Касиле
- Тимна-Тель-Баташ — с 1977 по 1989 год
- «Бычья площадка»[англ.]- с 1978 по 1981 год
- Бейт-Шеан — с 1989 по 1996 год
- Тель-Рехов[англ.] — с 1997 по 2012 год

### Тель-Рехов
При раскопках древнего города Рехов Мазар обнаружил 30 нетронутых ульев, датируемых примерно 900 г. до н. э., когда в городе проживало около 2 000 человек. Ульи, сделанные из соломы и необожженной глины, были найдены ровными рядами и, возможно, являются самыми древними из когда-либо обнаруженных целиком искусственных ульев.

## Семья
Мазар проживает в Иерусалиме, женат и имеет трех детей. Он — племянник одного из основоположников израильской археологии Биньямина Мазара и двоюродный брат известной археолога Эйлат Мазар.